# 라디오 헬싱키
라디오 헬싱키(Radio Helsinki)는 2000년 9월 개국한 핀란드의 전국 라디오 방송국이다. 정규 FM 방송은 2001년 3월 1일 개시되었다. 핀란드 음악인동맹이 ㈜리벨라보라토리오(Livelaboratorio Oy)를 통해 소유하고 있다.
라디오 헬싱키가 다른 방송국과 가장 차별화되는 점은 플레이리스트로, 출연자들이 직접 각자 음악을 선곡한다. 음악방송 외에도 토크쇼도 방송하고 있다. 인기 있는 프로그램으로는 아리 펠토넨이 진행하는 파스칼리스타(Paskalista), 투오마스 네반린나와 유카 렐란데르가 진행하는 철학 강의방송 투케바스티 일마사가 있다.
라디오 헬싱키는 광고로 수익을 확보하고 있다. FM 주파수는 헬싱키 일대에서는 89.7 메가헤르츠, 투르쿠 일대에서는 89.3 메가헤르츠, 탐페레 일대에서는 106.8 메가헤르츠, 오울루 일대에서는 90.9 메가헤르츠다. 인터넷으로도 청취할 수 있다. 라디오 헬싱키는 핀란드에서 온라인 송출을 선구적으로 개척한 채널이기도 하다. 채널의 RDS 코드는 RadioHEL, 탐페레 일대에서는 HELSINKI다. 